# Удовиченко Надія Яківна
Наді́я Я́ківна Удовиченко (1921, село Благодатне, тепер селище Волноваського району Донецької області — ?) — українська радянська діячка, інженер, науковий співробітник Макіївського науково-дослідного інституту з безпеки робіт в гірничій промисловості Сталінської області. Депутат Верховної Ради УРСР 2—4-го скликань.

## Біографія
Народилася в родині робітника Красногорівського заводу імені Леніна. У 1939 році закінчила середню школу в місті Красногорівці Сталінської області та поступила у Московський хіміко-технологічний інститут імені Менделєєва, який закінчила 1945 року.
З 1945 року — молодший науковий співробітник, науковий співробітник Макіївського науково-дослідного інституту гірничої промисловості (з безпеки робіт в гірничій промисловості). Розробила декілька зразків нових вибухових речовин підвищеної потужності для прискорення підготовчих робіт у шахтах.
Була активним комсомольським робітником. У середній школі вибиралася комсомольським організатором, в Московському хіміко-технологічному інституті — членом комітету та секретарем факультетського бюро ВЛКСМ, у Макіївському науково-дослідному інституті — членом комітету інститутської організації ЛКСМУ, членом бюро районного комітету та членом бюро Макіївського міського комітету ЛКСМУ.
Член ВКП(б) з 1948 року.